# Wigstan
Wigstan o Wistan (... – 849) è stato re di Mercia nell'840.

## Biografia
Figlio di Wigmund e di Elflaeda, figlia di Ceolwulf, salì al trono nell'840, ma chiese a sua madre di sostituirlo in qualità di reggente per potersi dedicare alla propria vita spirituale. Fu assassinato da Bertric, figlio di Bertwulf, nello stesso anno della sua ascesa al trono.

## Culto
Wigstan è venerato come santo dalla Chiesa cattolica e dalla Chiesa anglicana che lo commemorano il giorno 1º giugno; la sua cripta, oggetto di pellegrinaggi, si trova al monastero di Repton.